# Michael Silverstein
Michael Silverstein (Nueva York, 12 de septiembre de 1945 - Chicago, 17 de julio de 2020) fue un antropólogo, lingüista, filósofo y profesor estadounidense.

## Biografía
Dictado en antropología en 1972 por la Universidad de Harvard. Fue profesor en la Universidad de Chicago donde impartía las materias de psicología, lingüística y antropología, además de un estudioso de las lenguas indígenas de Australia y Estados Unidos.
Se trata de una figura importante dentro del movimiento de la pragmática lingüística e hizo importantes contribuciones en antropología lingüística, sociolingüística, metapragmática y filosofía del lenguaje.
Fue autor de numerosos artículos, ensayos y reseñas. Fue miembro de los consejos editoriales de las revistas científicas: American Anthropologist,  Law and Social Inquiry, Ethnos,  Functions of Language y Journal of Linguistic Anthropology. También fue fundador de varias sociedades de profesionales, entre ellas la Sociedad de Antropología Lingüística.
Falleció el 17 de julio de 2020 a los setenta y cuatro  años tras padecer un tumor cerebral.

## Premios y reconocimientos
- Premio a la Excelencia en la Enseñanza, otorgado por la Universidad de Chicago, (2000).[2]
- Premio Franz Boas, (2014).[2]